# Lucknow Challenger 2 1999
Il Lucknow Challenger 2 1999 è stato un torneo di tennis facente parte della categoria ATP Challenger Series nell'ambito dell'ATP Challenger Series 1999. Il torneo si è giocato a Lucknow in India dal 29 novembre al 4 dicembre 1999 su campi in erba.

## Vincitori

### Singolare
Leander Paes ha battuto in finale  Jamie Delgado con il punteggio di 7–6, 7–6

### Doppio
Kristian Pless /  Paradorn Srichaphan hanno battuto in finale  Jamie Delgado /  Martin Lee con il punteggio di 5–7, 6–3, 7–5